# Occident

O Occident, e grupos similares, usaram a cruz celta como emblema.

Occident (1964-1968) foi um movimento violento de ultra-direita da França, frequentemente descrito como fascista. Alguns dos membros do Occident mais tarde foram destacados membros dos maiores partidos de direita e até obtiveram posições ministeriais.
Fundado por Pierre Sidos em 1964, recrutava na sua maioria estudantes universitários. O movimento era fortemente anti-comunista, mas também denunciava a administração do presidente Charles de Gaulle, fazendo coro com os pied-noirs que acusavam de Gaulle de tê-los vendido.
Quando irromperam as confrontações violentas durante o período de Maio de 1968, o Occident foi tido como um grupo violento e ilegal, sendo assim, dissolvido pela administração. Muitos de seus membros juntaram-se aos grupos de ultra-direita como o Groupe Union Droit.
O Occident e os grupos que o sucederam tem o emblema da cruz celta.